# Rapelhuapi Airport
Rapelhuapi Airport är en flygplats i Chile.   Den ligger i provinsen Provincia de Cachapoal och regionen Región de O'Higgins, i den södra delen av landet, 110 km sydväst om huvudstaden Santiago de Chile. Rapelhuapi Airport ligger 183 meter över havet. Den ligger vid sjön Lago Rapel.
Terrängen runt Rapelhuapi Airport är platt åt sydväst, men åt nordost är den kuperad. Runt Rapelhuapi Airport är det ganska glesbefolkat, med 30 invånare per kvadratkilometer.. 
Trakten runt Rapelhuapi Airport består till största delen av jordbruksmark.